# El bon italià
El bon italià (títol original en italià, Comandante) és una pel·lícula italiana estrenada el 2023, dirigida per Edoardo De Angelis i protagonitzada per Pierfrancesco Favino en el paper del comandant de submari Salvatore Todaro durant la Segona Guerra Mundial. La pel·lícula va inaugurar la 80a Mostra Internacional de Cinema de Venècia el 30 d'agost de 2023. S'ha doblat i subtitulat al català.

## Argument
La pel·lícula explica l'episodi ocorregut el 1940 durant la campanya de la Batalla de l'Atlàntic, quan el submarí italià Comandante Cappellini va enfonsar el vaixell belga Kabalo, i el comandant de Cappellini, Salvatore Todaro, va decidir desobeir les ordres de la Marina reial i rescatar els 26 nàufrags del Kabalo, veient-se obligat a navegar en superfície durant tres dies, fent de la nau un objectiu fàcil per l'enemic.

## Repartiment
- Pierfrancesco Favino com el comandant de submarí Salvatore Todaro.
- Johan Heldenbergh com a Georges Vogels
- Johannes Wirix-speetjens com a Jacques Reclercq
- Silvia D'Amico com a Rina Todaro
- Paolo Bonacelli com a Betti
- Massimiliano Rossi com a Vittorio Marcon

## Producció
El rodatge va començar el 5 de setembre de 2022 a la ciutat de Tàrent.

## Distribució
La pel·lícula es va estrenar el 30 d'agost de 2023 en competició la 80a Mostra Internacional de Cinema de Venècia, sent la pel·lícula d'obertura, en presència de Matteo Salvini, vicepresident del Consell de ministres. A partir del 31 d'octubre de 2023 es va distribuir als cinemes italians per 01 Distribution aconseguint una recaptació de 3,8 milions de dòlars a Itàlia.

## Adaptació
A partir del seu guió, Edoardo de Angelis i Sandro Veronesi van escriure la novel·lització de la pel·lícula. Publicada a Catalunya amb el títol de Comandant per Edicions del Periscopi i traducció de Pau Vidal.
Com a curiositat, la novel·la manté la llengua de cada regió d’Itàlia d’on provenen cadascun dels personatges, i en la nota de la traducció al català, Pau Vidal assenyala que: «soc del parer que escatimar aquest esforç al lector català hauria estat tant com negar-li el sentit de la novel·la; per això m’he permès fer una temptativa d’adaptació i proporcionar una idea vagament aproximada de la diversitat lingüística de l’original».